# خط فرانكستون (قطار)
خط فرانكستون (بالإنجليزية: Frankston line) هو أحد خطوط السكك الحديدية الضاحية ضمن شبكة قطارات الضواحي في ملبورن، يخدم الضواحي الواقعة جنوب شرق ملبورن، فيكتوريا، أستراليا. يمتد الخط من محطة فليندرز ستريت في منطقة الأعمال المركزية في ملبورن إلى فرانكستون، مرورًا بـ28 محطة على طول مسافة 43.6 كيلومترًا.

## التاريخ
افتُتح خط فرانكستون على مراحل بين عامي 1881 و1882، وجرى تمديده لاحقًا وتحسينه تدريجيًا على مدار العقود، بما في ذلك كهربة الخط عام 1922. منذ ذلك الحين، أصبح واحدًا من أكثر الخطوط ازدحامًا في شبكة ملبورن.
شهد الخط تحسينات كبيرة في البنية التحتية في السنوات الأخيرة، مثل إزالة معابر السكة الحديدية على الطرق، وترقية المحطات، وتحديث أنظمة الإشارات.

## التشغيل
تُشغّل مترو ترينز ملبورن الخدمة على الخط باستخدام قطارات كهربائية متعددة العربات. يعمل الخط عادةً بتردد عالٍ في ساعات الذروة، مع خدمات مسائية وعطلات نهاية الأسبوع أيضًا.

## المحطات
يمر الخط بعدد من المحطات الرئيسية من بينها:
- محطة فليندرز ستريت

- محطة ساوث يارا

- محطة مورابين

- محطة فرانكستون

## التوصيلات
يتقاطع الخط مع عدد من خطوط السكك الحديدية الأخرى، ويوفر خدمات متكاملة مع الحافلات وخدمات الترام في بعض المحطات.

## مشاريع مستقبلية
تتضمن الخطط المستقبلية المحتملة إدماج الخط ضمن مشروع مترو ملبورن الثاني، وإنشاء نفق جديد يزيد من طاقته ويقلل الازدحام في مركز المدينة.